# Ceriagrion sinense
Ceriagrion sinense är en trollsländeart som beskrevs av Syoziro Asahina 1967. Ceriagrion sinense ingår i släktet Ceriagrion och familjen dammflicksländor. Inga underarter finns listade i Catalogue of Life.